# ОШ „Иво Андрић” Ниш
ОШ „Иво Андрић” у Нишу је једна од установа основног образовања на територији града Ниша. Школа се налази у приградском насељу Ратко Јовић, у индустријском делу града, на територији градске општине Црвени Крст.
Настала је издвајањем из ОШ „Вук Караџић” у Нишу 12. децембра 1975. године. Новоформираној основној школи најпре је припојено издвојено одељење у Доњем Комрену, а затим и издвојено одељење у Чамурлији.
Данас, физички издвојена одељења ОШ „Иво Андрић” се налазе у насељу Бранко Бјеговић и селу Чамурлија.